# Barichneumon plagiarius
Barichneumon plagiarius là một loài tò vò trong họ Ichneumonidae.